# Greg D'Angelo
Greg D’Angelo, é um baterista norte-americano mais conhecido por seu trabalho na banda White Lion.

## Começo (1981-1983)
Entre 1981 e 1983, D'Angelo foi baterista na banda de Thrash Metal Anthrax. Após sua saída do Anthrax, se juntou a uma banda chamada Cities. Em 1985 participou do album Rock The American Way de Jack Starr’s band Burning Starr.

## Com o White Lion (1984-1991)
Participou do álbum Fight to Survive substituindo Nicky Capozzi no White Lion.
E com o lançamento de Mane Attraction em 1991, após uma turnê britânica, foi dispensado do banda junto com o baixista James Lomenzo.

## Após White Lion (1992–atualmente)
Após a saída do White Lion tocou na banda ao-vivo de Ace Frehley, mas D'Angelo teve pouco tempo de ligação com a banda.
Em 1993 D'Angelo e LoMenzo tocaram com Zakk Wylde como Lynyrd Skynhead, que com a saída de D'Angelo's a banda se tornaria Pride & Glory.
Em 2007, ele estava em seu estúdio em casa, e estava designado para substituir Johnny Dee no Britny Fox na turnê de verão, mas quebrou o pé quando um prato caiu sobre ele durante um ensaio. Recentemente participou das bandas Greg Leon Invasion e o projeto solo do vocalista da banda Ratt, Stephen Pearcy.